# بير سيمبري ألفريدو 2022
بير سيمبري ألفريدو 2022 (بالإيطالية: Per sempre Alfredo 2022)‏ هو سباق دراجات هوائية، وهو الموسم الثاني من بير سيمبري ألفريدو ‏، وأقيم في 20 مارس 2022 ضمن سباقات طواف أوروبا للدراجات 2022، وشارك فيه 146 متسابقاً ووصل إلى نهايته 59 متسابقاً.
فاز بالمركز الأول مارك هيرشي، وبالمركز الثاني ديون سميث، وبالمركز الثالث Rémy Mertz ‏.

## الفرق
| فرق عالمية (3)- Bora-Hansgrohe - BikeExchange-Jayco - UAE Team Emirates فرق برو (5)- Bardiani-CSF-Faizanè - بنجوال باوليز ساوكس دبليو بي 2022 ‏ - درون هوبر-أندروني جوكاتولي 2022 ‏ - فريق إيولو كوميت لركوب الدراجات 2022 ‏ - Human Powered Health فرق قارية (14)- XDS Astana Development Team ‏ - بلترامي تي إس أيه–مارشيول ‏ - Biesse–Carrera ‏ - Colombia Potencia de la Vida–Strongman ‏ - D'Amico–UM Tools ‏ - Gallina-Ecotek-Lucchini ‏ - جنرال ستور بوتولي زارديني ‏ - جيوتي فيكتوريا سافيني ديو 2022 ‏ - MG.K vis Colors for Peace ‏ - كولباك ‏ - Team Solution Tech–Vini Fantini ‏ - Q36.5 Continental Team ‏ - Sam–Vitalcare–Dynatek ‏ - Zalf Euromobil Fior ‏ فريق وطني- فريق إيطاليا لركوب الدراجات للرجال 2022 ‏ |  |
| |  |

## التصنيف العام النهائي
| التصنيف العام         | التصنيف العام      | التصنيف العام | التصنيف العام                            | التصنيف العام |
| العداء                | العداء             | البلد         | الفريق                                   | الوقت         |
| --------------------- | ------------------ | ------------- | ---------------------------------------- | ------------- |
| 1                     | مارك هيرشي         | سويسرا        | فريق الإمارات                            | 4 س 23 د 38 ث |
| 2                     | ديون سميث          | نيوزيلندا     | Team BikeExchange-Jayco                  | + 3 ث         |
| 3                     | Rémy Mertz ‏        | بلجيكا        | بنجوال باوليز ساوكس دبليو بي ‏            | + 3 ث         |
| 4                     | Alessandro Fedeli ‏ | إيطاليا       | فريق إيطاليا لركوب الدراجات للرجال 2022 ‏ | + 3 ث         |
| 5                     | توماس بسنتي ‏       | إيطاليا       | بلترامي تي إس أيه–مارشيول ‏               | + 3 ث         |
| 6                     | Luc Wirtgen ‏       | لوكسمبورغ     | بنجوال باوليز ساوكس دبليو بي ‏            | + 4 ث         |
| 7                     | Cian Uijtdebroeks ‏ | بلجيكا        | بورا هانسغروه                            | + 4 ث         |
| 8                     | أندريا غاروسيو     | إيطاليا       | Biesse–Carrera ‏                          | + 4 ث         |
| 9                     | Nicola Conci ‏      | إيطاليا       | فريق إيطاليا لركوب الدراجات للرجال 2022 ‏ | + 7 ث         |
| 10                    | Kevin Colleoni ‏    | إيطاليا       | Team BikeExchange-Jayco                  | + 15 ث        |
| مصدر: ProCyclingStats |                    |               |                                          |               |

## وصلات خارجية
- الموقع الرسمي
- لمحة عن سباق بير سيمبري ألفريدو 2022 على موقع  ProCyclingStats   (برو  سايكلنج  ستاتس) - إحصاءات  محترفي  الدراجات.
- بير سيمبري ألفريدو 2022 على موقع إحصائيات الدراجات الإحترافية (الإنجليزية)